# La única estrella
La única estrella es el tercer álbum de estudio del grupo mexicano de música norteña La Leyenda. Fue lanzado el 2 de mayo de 2006.

## Lista de canciones
| N.º   | Título                              | Escritor(es)                    | Duración |  |
| 1.    | «La estrella»                       | José Alfredo Jiménez            | 2:35     |  |
| 2.    | «Después de mí»                     | Aarón Martínez                  | 3:26     |  |
| 3.    | «Qué más quieres de mí»             | Arturo Salinas                  | 3:13     |  |
| 4.    | «Amor, amor»                        | Daniel Velásquez                | 3:06     |  |
| 5.    | «No me vayas a dejar»               | Josué Contreras / Ricardo Muñoz | 3:06     |  |
| 6.    | «Pa' que me sirve la vida»          | Rubén Vela                      | 2:47     |  |
| 7.    | «Si volvieras»                      | Indalecio Ramírez               | 2:28     |  |
| 8.    | «Para quererte más»                 | Rubén García / Martín García    | 2:53     |  |
| 9.    | «Yo me enamoré»                     | Florencio Gómez                 | 2:41     |  |
| 10.   | «Mil noches»                        | Cuauhtémoc Garduño              | 3:52     |  |
| 11.   | «El amor de mi vida»                | Luis Carlos Monroy              | 3:41     |  |
| 12.   | «Casi siempre estoy pensando en ti» | Rafael Trabucchelli             | 2:26     |  |
| 36:14 |                                     |                                 |          |  |

## Integrantes
- Eliseo Robles Jr.
- Israel Gutiérrez
- Manolo Robles
- Aristides Carcaño
- Roberto Naranjo